# 시드니의 관광
시드니의 관광은 도시 경제의 중요한 수입원이다. 2008년 3월 기준으로, 시드니는 매년 760만명의 내국인과 270만명의 외국인이 방문한다.
시드니의 가장 잘 알려진 장소는 시드니 오페라 하우스와 시드니 하버 브리지이다.
다른 관광 명소로는 시드니 왕립 식물원, 시드니 파크, 시드니 본다이 비치와 시드니 타워가 있다.

## 시드니 항구

### 시드니 오페라 하우스

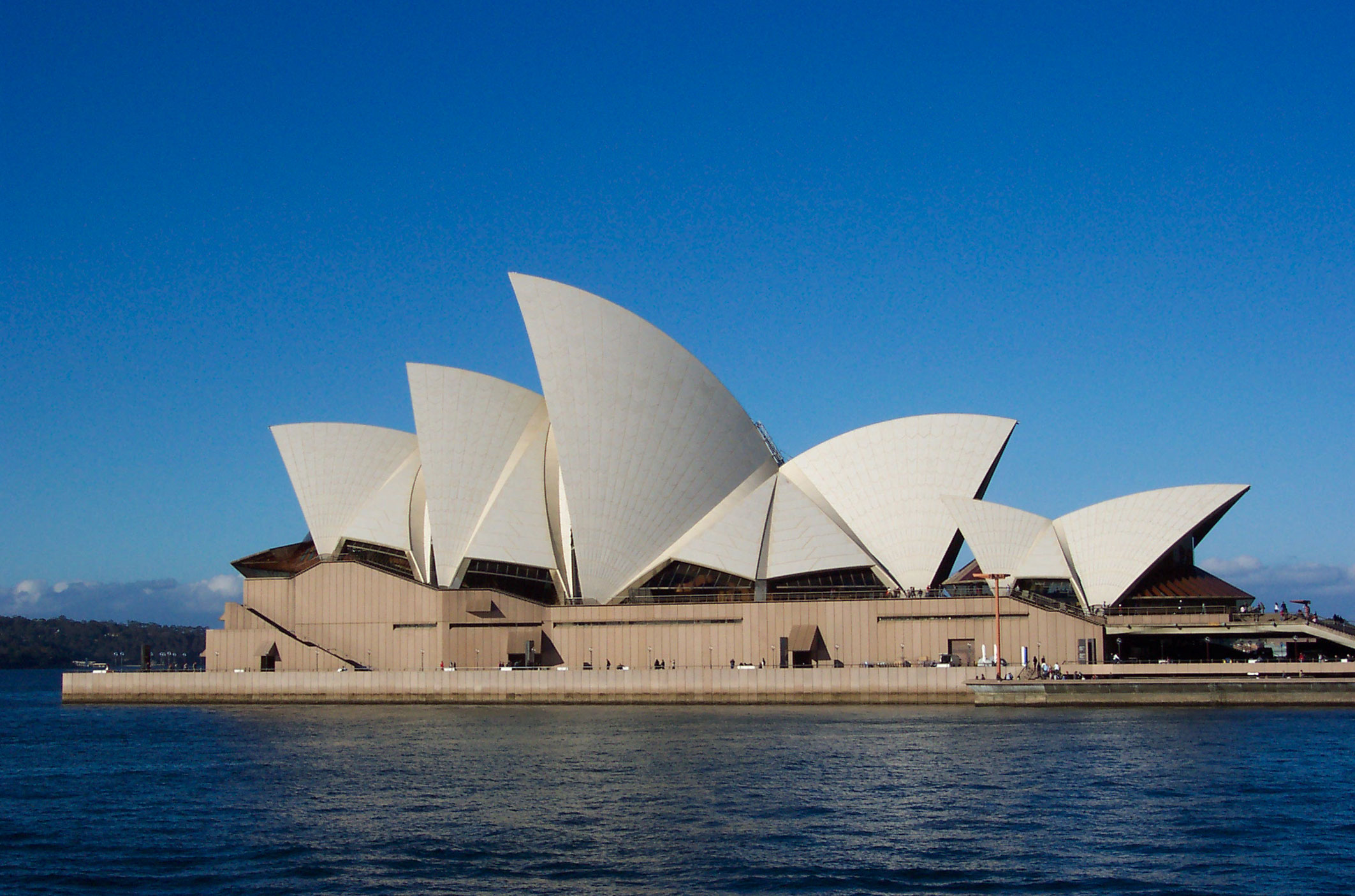
시드니 오페라 하우스

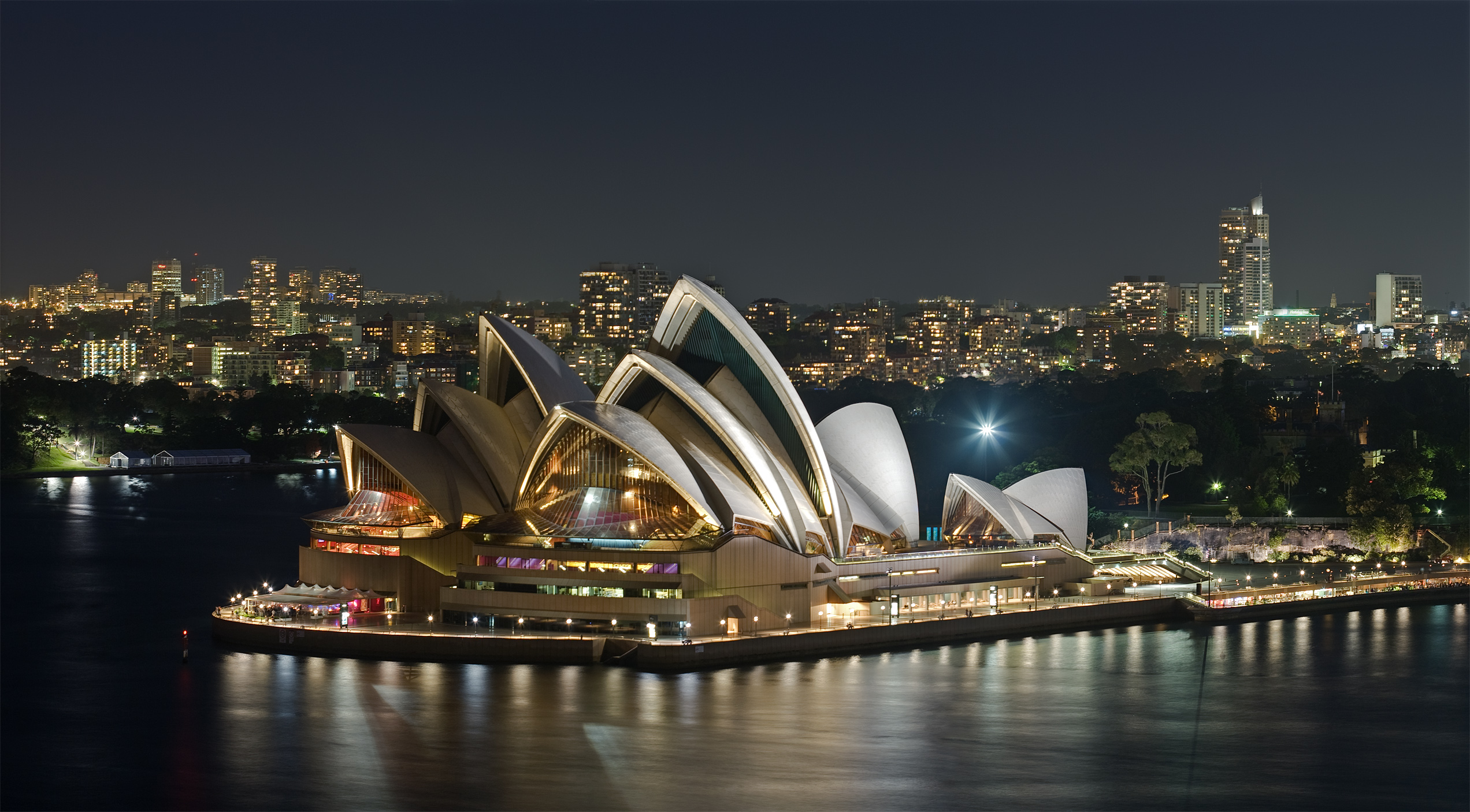
시드니 오페라 하우스(야경)

시드니 오페라 하우스(Sydney Opera House)는 오스트레일리아 뉴사우스웨일스주의 주도 시드니에 있는 공연장이다. 이곳은 가장 유명하고 인상적인 20세기의 건축물 가운데 하나로, 세계에서 유명한 공연장의 하나이다. 공원 지역과 함께 시드니 하버 브리지, 베넬롱 포인트에 있다. 남쪽으로는 역시 유명한 시드니 하버 브리지와 가까우며, 시드니 항구 다리와 시드니 오페라 하우스 주변의 풍경은 호주의 대표적인 이미지 중 하나이다. 이 건물의 특이한 지붕 모양은 국제 디자인 공모전의 우승작 작가인 이외른 우촌이 오렌지 껍질을 벗기던 도중에 떠올린 것으로 알려져 있다. 부분적으로 원형의 모양인 바깥 표면은 자주 그 곳을 항해하는 범선의 소함대를 떠올리게 한다. 시드니 오페라 하우스는, 비록 많은 방문자가 공연 관람에 관심이 없더라도, 시드니의 주요 관광지 중의 하나로 손꼽힌다.

### 시드니 달링 하버

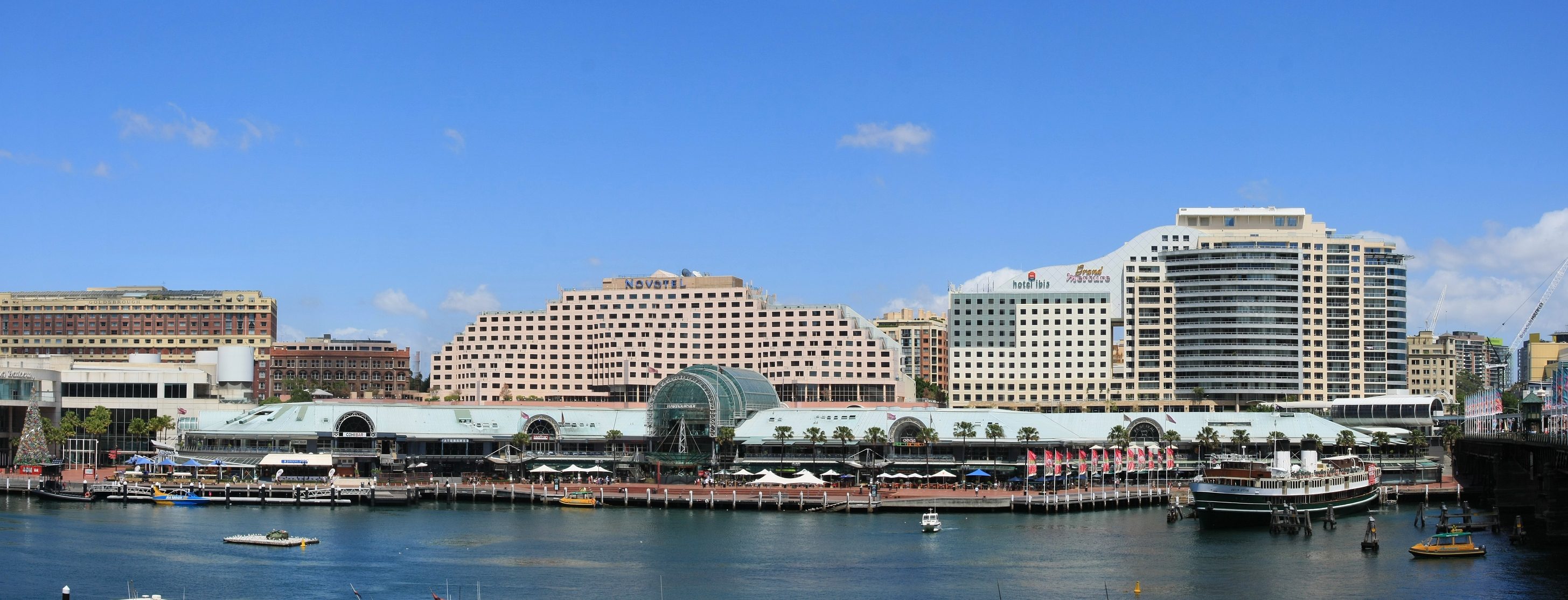
드니 달링 하버

시드니 달링 하버(Sydney Darling Harbour)는 시드니 중심 업무 지역에 위치한 관광객과 지역민의 여가와 오락을 위해 조성된 세계에서 가장 큰 선착장 중 하나로 시드니의 주요 관광 명소 중 하나이다.

### 시드니 하버 브리지

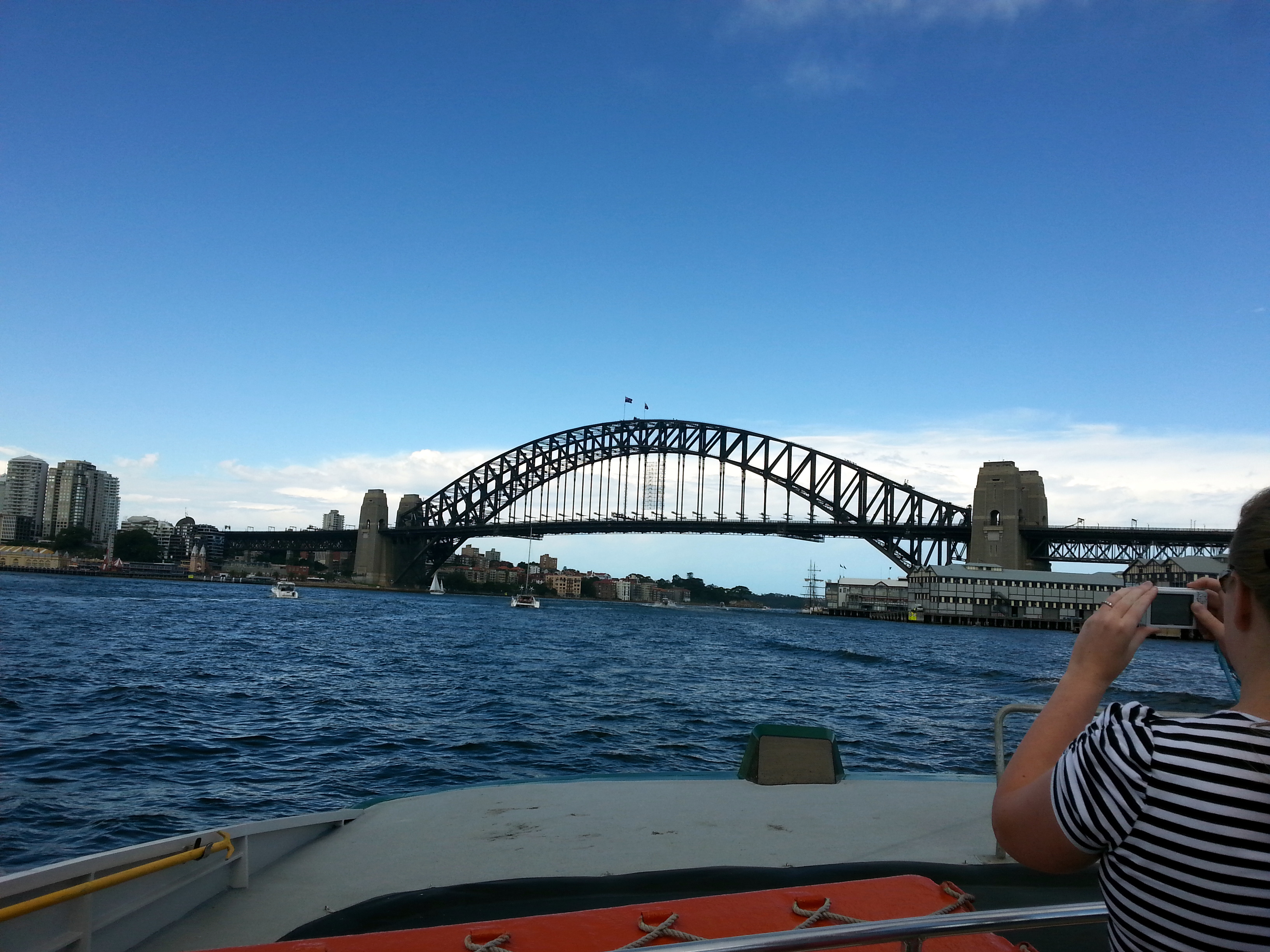
시드니 하버 브리지

시드니 하버 브리지(Sydney Harbour Bridge)는 오스트레일리아를 대표하는 상징물 중 하나로 시드니 도심에 위치하고 있는 세계에서 4번째로 긴 아치(arch)교이다. 1923년 7월 28일 착공을 시작하여 8년이 넘는 공사기간 끝에 1930년 10월에 아치모양의 건설이 완공되었으며 1932년 3월 19일 최종 완공, 개통되었다.

## 시드니 시내

### 시드니 타워

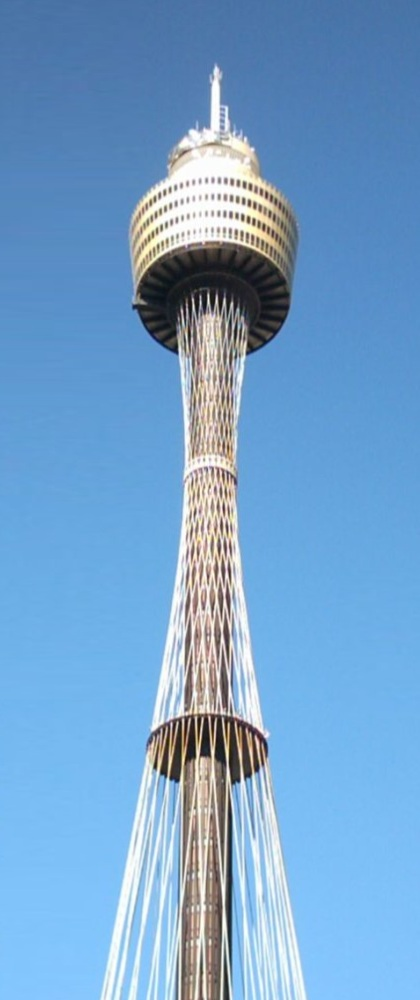
시드니 타워

시드니 타워(Sydney Tower)는 AMP 타워, AMP 센터포인트 타워, 센터포인트 타워, 센터포인트 등으로 불리며, 시드니에서 가장 높은 자립 구조의 건축물이며 오스트레일리아에서 두 번째로 높은 자립 구조의 건축물이기도 하다. (오스트레일리아에서 가장 높은 건축물은 골드 코스트 지역에 위치한 Q1 빌딩이다.) 또한 뉴질랜드 오클랜드의 스카이 타워, 멜버른의 오스트레일리아 유레카 타워에 이어 남반구에서 세 번째로 높은 전망대이다. 시드니 타워의 주 전망대는 오클랜드 스카이 타워의 그것보다 약 50미터나 높다. 이 건축물은 CN 타워, 도쿄 타워, 서울 N타워등과 함께 World Federation of Great Towers 중 하나이다.

### 더 록스

시드니 록스 거리

록스(The Rocks, New South Wales) 지역은 시드니의 주요 관광 명소 중 한 곳으로 1788년 1월 26일 영국 제1함대 선원들과 영국계 이주민이 오스트레일리아에 최초로 정착한 지역이며 본래 오스트레일리아 원주민 어보리진의 카디갈(Cadigal) 부족이 거주하고 있었던 곳이다.

## 시드니 근교

### 시드니 올림픽 공원

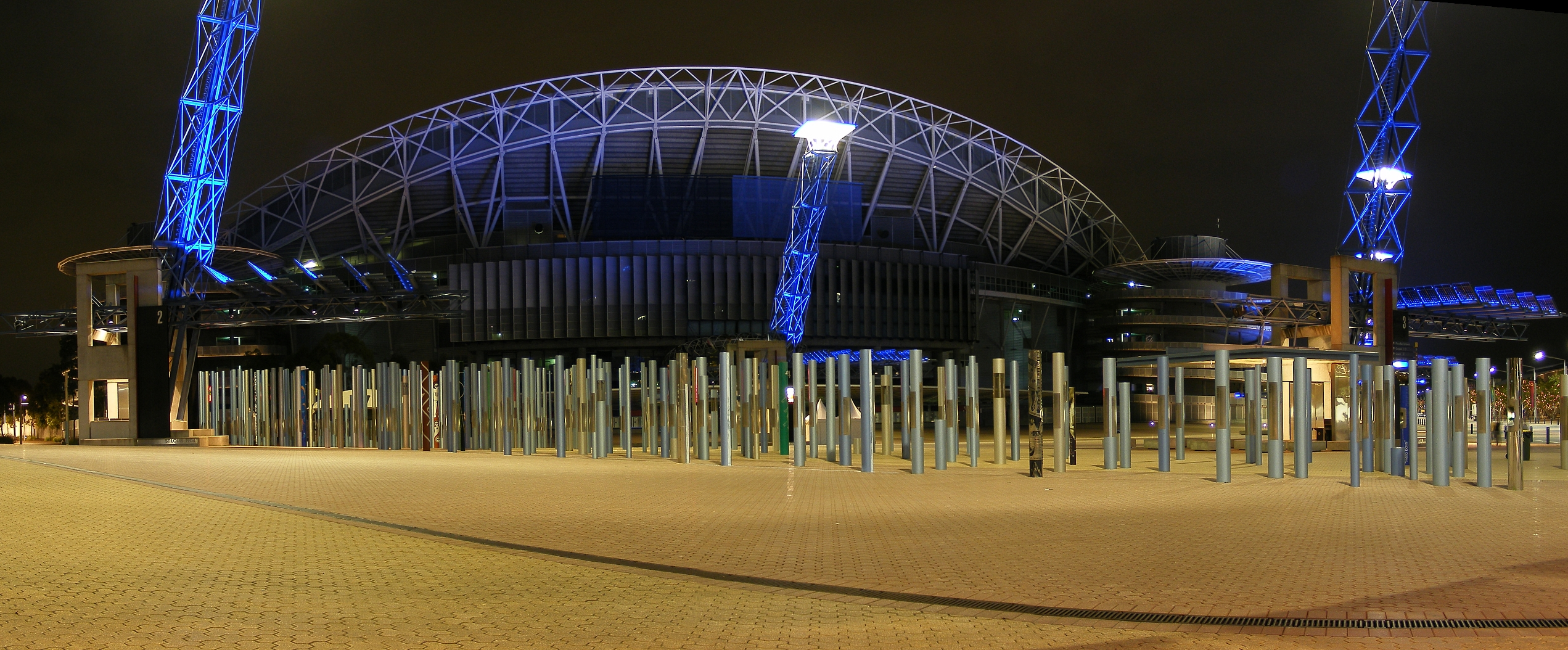
시드니 올림픽 경기장

시드니 올림픽 공원(Sydney Olympic Park)은 오스트레일리아 뉴사우스웨일스주 시드니 홈부쉬 지역에 640 헥타르 면적으로 조성된 스포츠 공원으로 2000년 시드니 올림픽의 개최를 위해 조성된 공간이다. 시드니 올림픽 이후에도 스포츠 경기나 시드니 로열 이스터 쇼, 시드니 페스티벌, 빅 데이 아웃과 같은 문화 행사가 열리고 있다. 시드니 도시 철도의 올림픽 공원 선이 연결되어 있으며 올림픽 공원 역이 위치하고 있다. 또한 시드니 하버에서 페리를 이용하여 이 지역에 접근할 수 있다.

### 시드니 바이센테니얼 파크

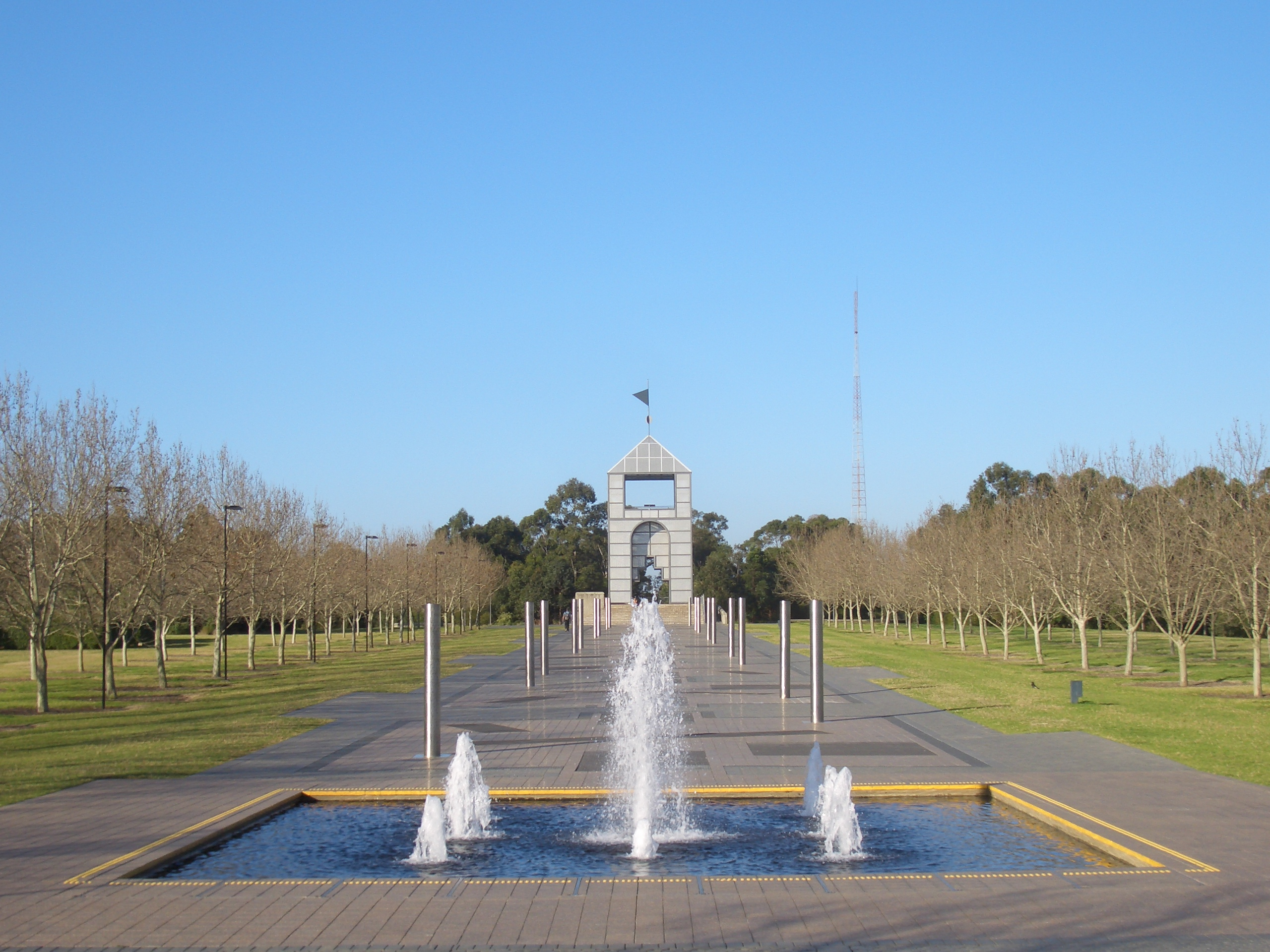
바이센테니얼 파크

시드니 바이센테니얼 파크(Bicentennial Park, Homebush Bay, Sydney)는 오스트레일리아 뉴사우스웨일스주 시드니 외곽의 홈부시 만에 위치한 대규모 공원이다. 홈부시 만은 시드니 중심 업무 지구로부터 서쪽으로 16 킬로미터 떨어진 곳에 위치하고 있다. 바이센테니얼 파크는 100 헥타르의 습지 생태계를 조성하고 있는 자연 유산 지역과 40 헥타르의 공원 지역으로 구성된다. 바이센테니얼 파크는 시드니 올림픽 공원을 끼고 홈부시 만의 바닷가와 맞닿아 있다. 이 지역은 관광, 여가, 자연보호, 환경 교육과 같은 실외 체험 공간으로 주로 활용한다. 공원에는 소풍 공간, 운동장을 비롯하여 습지대로 이어지는 산책길, 자전거 전용도로 등이 발달되어 있으며 분수와 탑, 동상과 같은 인공 건축물도 함께 건설되어 있다.

## 같이 보기
- 서울의 관광
- 부산의 관광